# 벌말초등학교
벌말초등학교는 대한민국 경기도 안양시 동안구에 있는 공립 초등학교이다. 교명은 평촌의 옛 이름인 '벌말'에서 유래하였다.

## 학교 연혁
- 2001년 1월 : 벌말초등학교 설립
- 2001년 5월 16일 : 벌말초등학교 개교(24학급, 교원 26명, 학생 513명)
- 2001년 5월 16일 : 초대 김학진 교장선생님 부임
- 2001년 6월 : 학급 재편성(34학급)
- 2002년 2월 16일 : 제1회 졸업식 거행(81명, 총 81명)
- 2002년 9월 2일 : 병설유치원 개원(1학급 35명 입원)
- 2006년 8월 : 다목적체육관(벌말관) 준공
- 2006년 9월 : 다목적체육관(벌말관) 개관
- 2021년 1월 15일 : 제20회 졸업식 거행 (159명, 총 4561명)
- 2021년 3월 2일 : 38학급 편성(유치원 3학급, 특수 1학급)
- 2021년 10월 29일 : 박성훈 교장선생님 직위해제 (교직원용 여자화장실 '몰카')
- 2021년 12월 : 제8대 박정옥 교장선생님 부임

## 학교 동문
리수 (스우파1 웨이비) 

## 참고 자료
- 벌말초등학교 - 한국교육학술정보원 학교알리미